# 犁

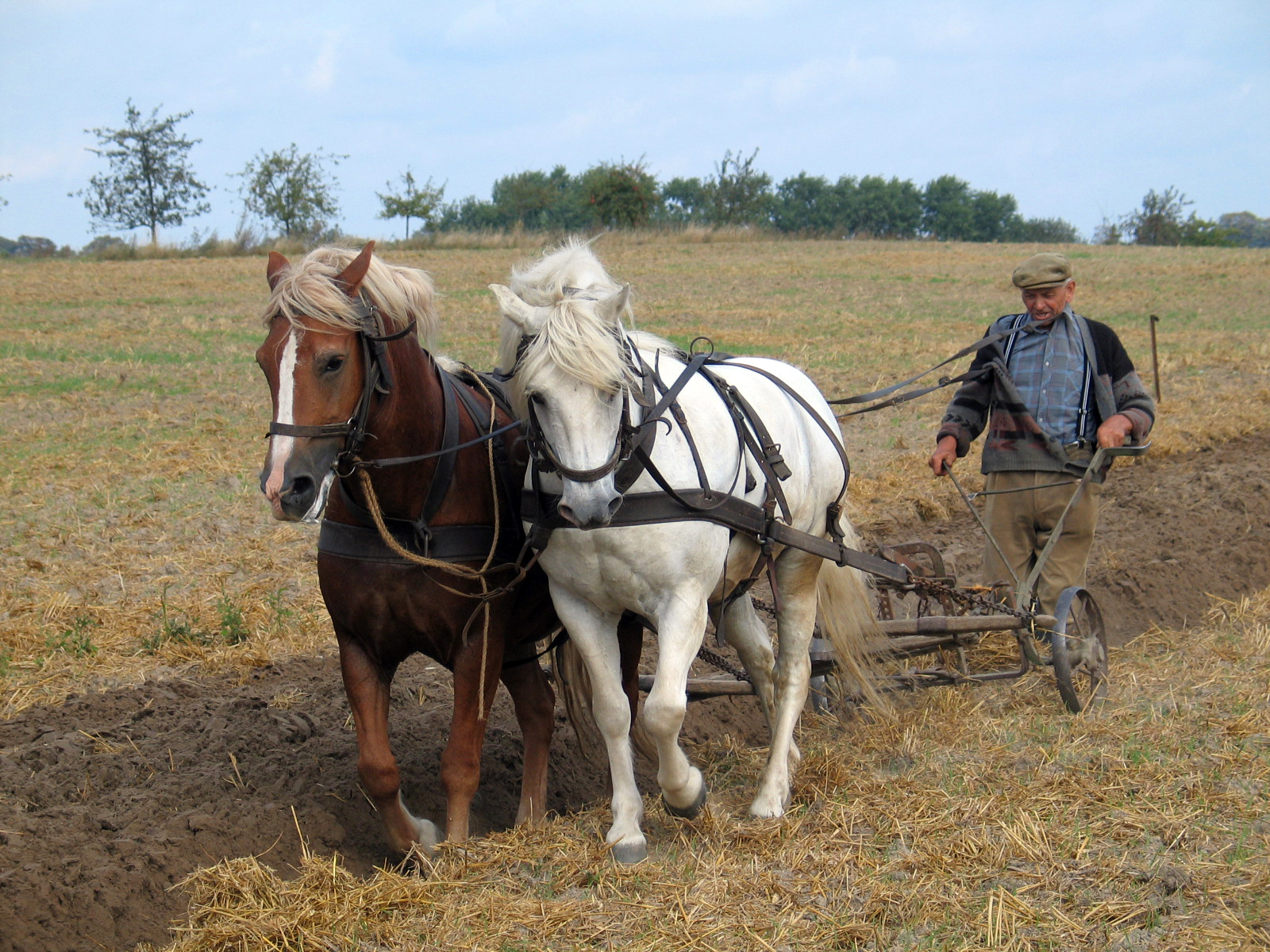
德国农民采用有輪的传统犁耕地

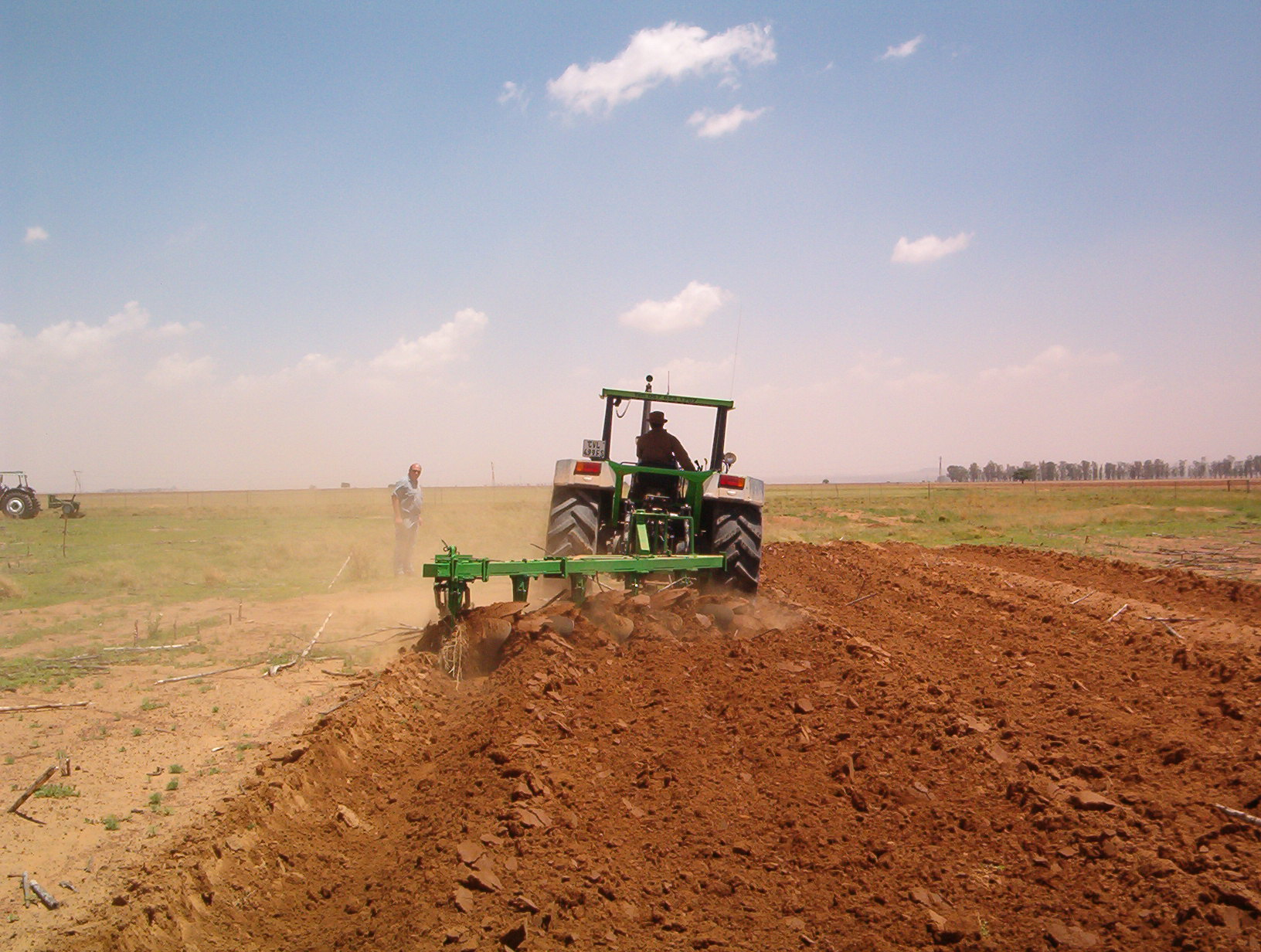
南非用拖拉機驅動的犁，有五片不可回轉的犁板

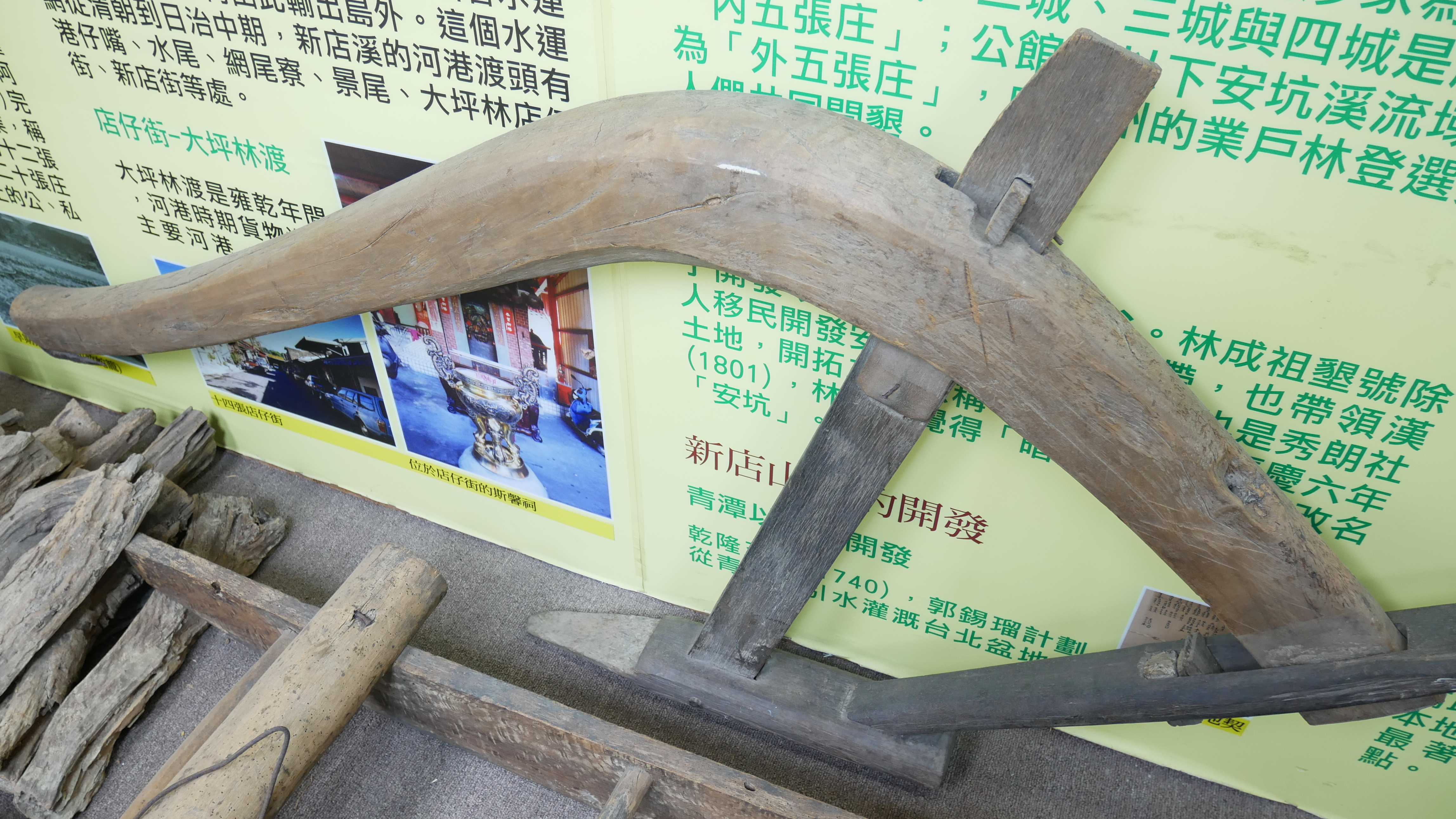
木犁（新店文史館藏）

犁是一种耕作的农具，用途是破碎土块并耕出槽沟，从而为播种做好准备。犁也可以將較深層的土翻到表面上。犁是在一根横梁端部的厚重的刃构成，通常系在一组牵引它的牲畜或机动车上，也有用人力来驱动的。犁的材質可以是木頭或是鐵，自有信史以來，犁就是人類使用的工具之一，而且也是農業上的一大進步。
犁的功用是將較深層的土壤翻到土地的表面，並且可以蓋住雜草及以前的作物並讓其自行分解。當犁劃過土壤時，產生了有肥沃土壤的長溝。現在犁過的土地會先讓其乾燥，用耖破碎土塊並平整後再種植植物。犁地及土壤的處理約會影響土壤上層的12至25公分。在許多土壤中，植物的細根會出現在犁過的上層土壤。
最早的犁是用人力來帶動，但後來發現用動物來帶動會更加有效率。最早的動物用犁是用公牛來帶動，後來有許多地區改用馬（多半是馱馬）及骡，也有用各種役用動物來帶動犁。工業化國家中，最早帶動犁的機械是用蒸氣驅動的犁田机或蒸汽拖拉機，而後來漸漸的被內燃機所取代。
現在一些地方因為土壤流失及沖蝕，犁田的比例漸漸下降，多半改用較淺的犁田方式及其他的水土保持耕作技術，不過仍有一些犁田的愛好者，像每年在愛爾蘭進行的國際犁田比賽即為一例。
自然農法提倡不犁田，只有在有硬质地层需要用犁田方法處理時才會犁田，因此新生成的土壤生物可以更快速且更深入的成長及繁殖。因為不犁田，有益的菌類及微生物會將空氣帶進土壤中，再配合不同作物的混栽，可以自然的減少雜草及害蟲並保留雨水，因此可以避免在耕作中密集的使用水、石油、肥料及除草劑。耕作過的土地會更隨時間更肥沃也更有生產力，而犁過的田因著每次耕作時土壤及營養的流失，生產力會漸漸的下降。樸門的支持者聲稱這是在化石燃料漸漸短少下唯一可行的耕種方式。但另一方面，需要定期犁田的農業方式其好處是允許大規模單一作物的種植，而且用機械化設備來取代人力。

## 農具
在公元前3500年左右，美索不达米亚和埃及的农民就开始尝试使用犁。早期的犁是用Y形的木段制作的，下面的枝段雕刻成一个尖头，上面的两个分枝则做成两个把手。将犁系上绳子由一头牛拉动，尖头就在泥土里扒出一道狭小的浅沟，农民可以用把手来驾驶犁。
到公元前3000年，犁进行了改进，把尖头制成一个能更有力地辟开泥土的“犁铧”，增加了一个能把泥土推向旁边的倾斜的底板。
中国的犁是由耒耜发展演变而成。最初可能仍名“耒耜”。用牛牵拉耒耜以后，才渐渐使犁与耒耜分开，有了“犁”的专名。犁约出现于商朝，见于甲骨文的记载。早期的犁，形制简陋。西周晚期至春秋時期出现铁犁，並用牛耦耕作，史載西漢趙過教民用牛拉犁耕田。西汉出现了直辕犁，只有犁头和扶手。而缺少耕牛的地区，则普遍使用“踏犁”。今天在四川、贵州等省的少数民族地区均有踏犁的实物。踏犁也称“镵”、“脚犁”。使用时以足踏之，达到翻土的效果。宋周去非《岭外代答·风土》：
踏犁形如匙，长六尺许。末施横木一尺余，此两手所捉处也。犁柄之中，于其左边施短柄焉，此左县所踏处也。犁柄之中，于其左边施短柄焉，此左脚所踏处也，......踏犁五日，可当牛犁一日，又不若犁之深于土。

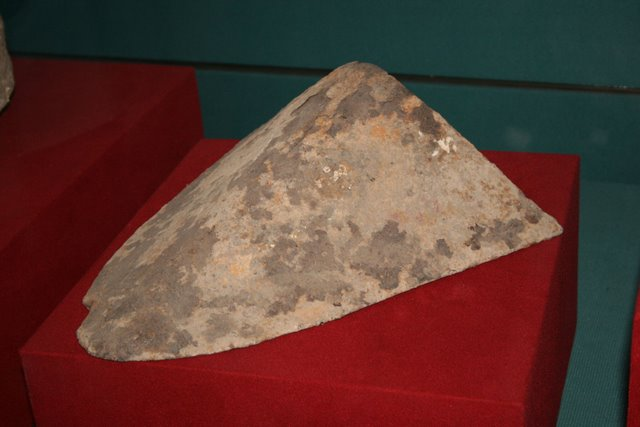
汉代铁制犁铧，现藏陕西省博物馆

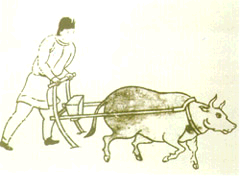
中国牛拖犁画像

至隋唐时代，犁的构造有了较大的改进，出现了曲辕犁。除犁头扶手外，还多了犁壁、犁箭、犁评等。陆龟蒙《耒耜经》记载，共有十一个用木和金属制作的零件组成，可以控制与调节犁耕的深度。长达2.3丈，十分庞大，必须双牛才能牵挽。中国历史博物馆有唐代犁的复制模型。其原理为今天的机引铧式犁采用。唐朝的曲辕犁与西汉的直辕犁相比，增加了犁评，可适应深耕和浅耕的不同需要；改进了犁壁，唐朝犁壁呈圆形，可将翻起的土推到一旁，减少前进的阻力。
在欧洲，公元前一世纪就已经使用一种新式的犁。它有个轮子控制犁地的深度，这就使犁地的人省力。新式犁有犁刀划土和一个模板翻土，犁出来的沟又深又整齐，而取代了以前的犁田法。新式犁比旧式犁要重，拖起来需要相当大的力气，因此农民用牛来犁地。在十世纪和十一世纪则开始用马耕田，但是古代中國仍用牛來耕地。
现在在世界的许多地区（包括中国），仍然使用犁来进行耕作。
类似犁的器具也称为“犁”。

## 部件
圖右顯示出犁的基本部份：
1. 杆
2. 鉤
3. 垂直調節器
4. 犁刀
5. 鏨刀
6. 犁铧
7. 犁板

現代犁展示圖

其他未顯示的部分包括轍叉，滑行裝置，犁側板等。
在現代的犁和一些老犁，犁板與犁刃和滑行裝置分開，使這些部件更換時無需更換犁板。

## 歷史

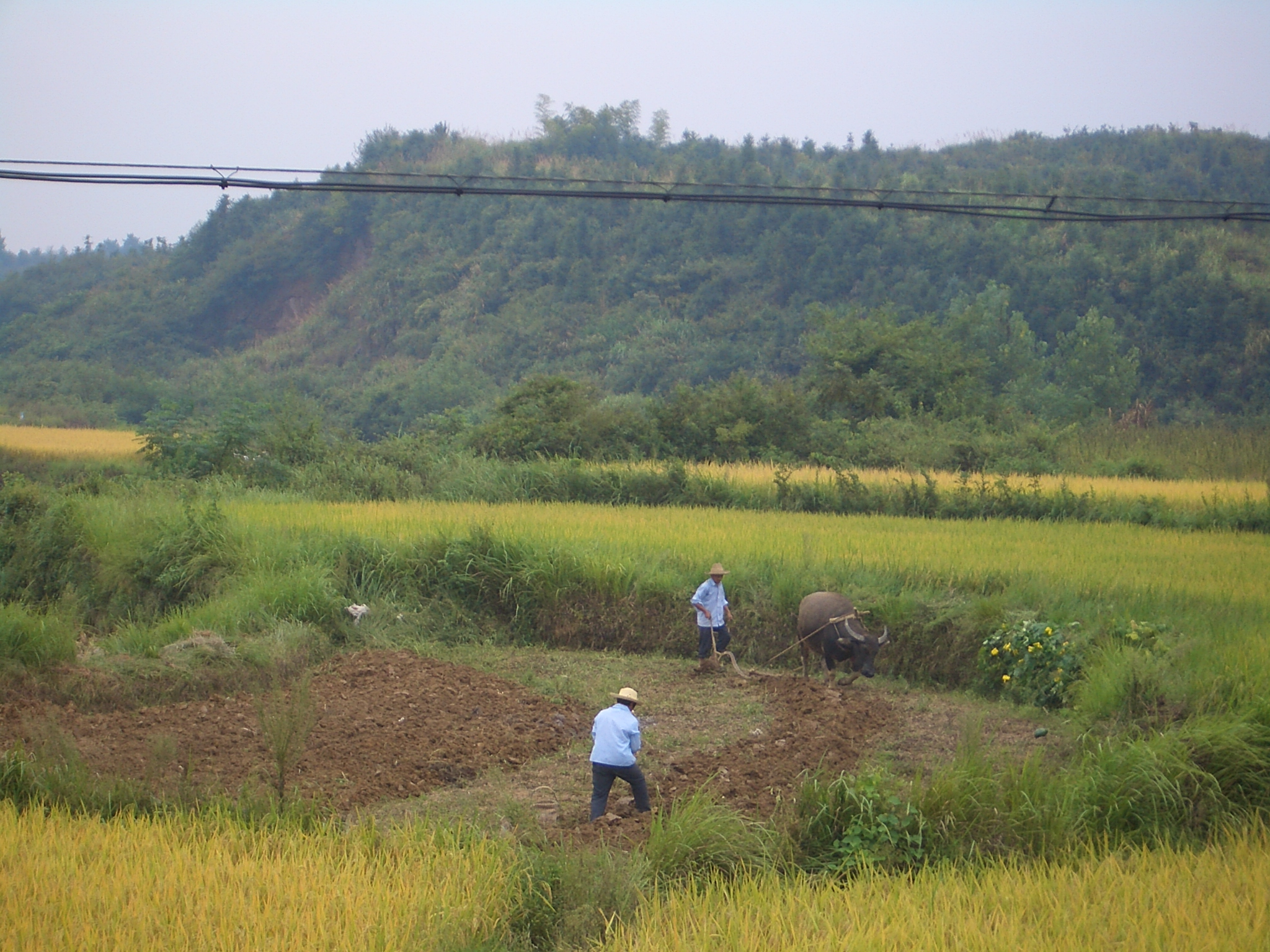
用水牛犁田，拍攝於中國的湖北

### 锄耕
當最早農業形成時，會在肥沃的土壤中用簡單的挖棒和锄头來耕作，例如在每年洪水過後的尼羅河岸，然後挖洞播種。世界上許多地方的人在開始農業文化時都利用挖棒、锄头及鶴嘴鋤等工具來進行耕作。锄耕是熱帶地區及亞熱帶地區傳統的耕種方式，這些地方常見石質土壤、較斜坡度、以根茎类作物及粗粮种植為主。有些地方會用豬代替锄头來践踏土壤及挖土。

### 铧式犁

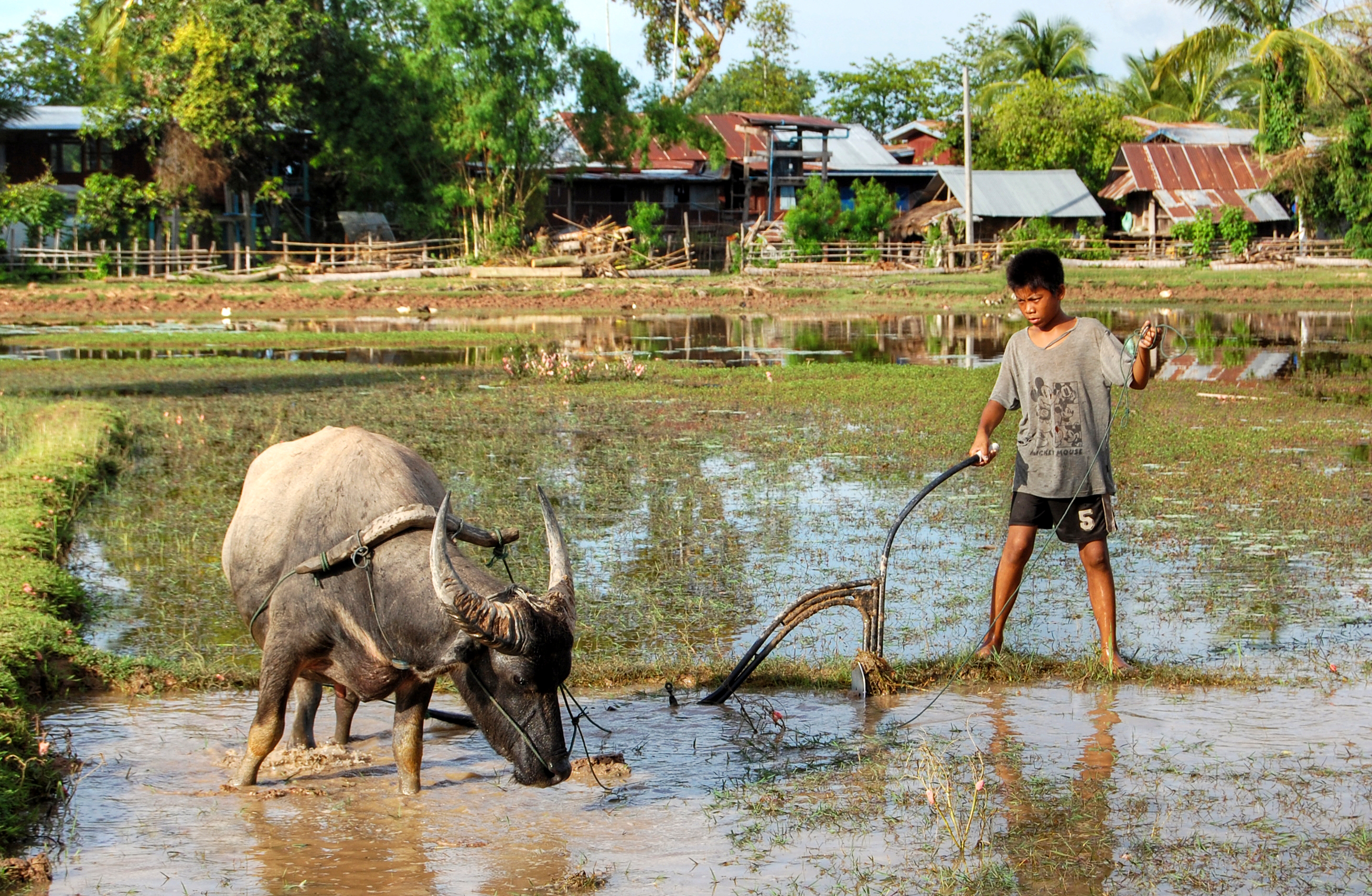
寮國犁田的水牛

當需要在比較不肥沃的土壤種植作物時，需要將土壤內營養較豐富的部份帶到地表，因此會用到铧式犁，铧式犁不但會在土地中劃出溝槽，也會翻土。铧式犁也可以加上犁刀，垂直的切割土壤。

### 愛爾蘭犁
愛爾蘭犁是一種愛爾蘭的人工用犁，用在面積較小的農地，或是非常崎嶇的農地，這類的農地可能不適合用馬來犁地，或是農家無法負擔一匹馬的開銷。自1960年代起就有在較贫瘠的農地使用這類的耕作方式，這種方式適合愛爾蘭潮濕的氣候，土地用犁翻過後產生的溝槽可以排水，也可以讓馬鈴薯在土地中成長，在山上比較不宜找到其他的耕作方式。

### 可翻轉犁

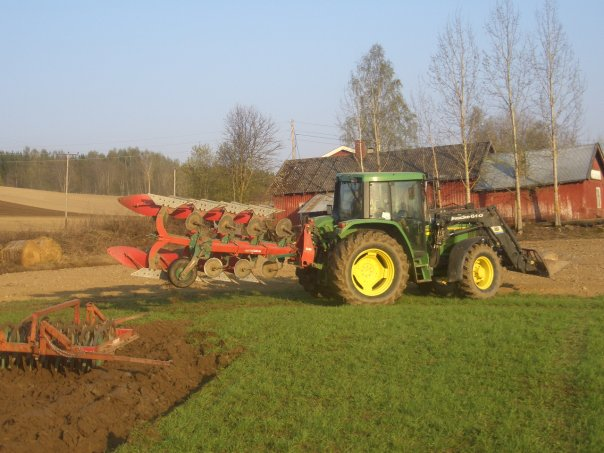
四溝的可翻轉犁

可翻轉犁（reversible）有二片背對背安裝的鏵，一片往左邊轉，另一片往右邊轉。當在田地裡工作，一片鏵犁地，另一片則是在空轉，當犁到農地末端要調頭時，會調整鏵的位置，用另一片鏵來犁地了，因此可以依一致的方向來犁田。

### 現代的犁
現代的犁一般是由多個可翻轉犁（reversible ploughs）組成，利用三點懸掛的方式接到牽引機上，其用來破土的鏵在二片到七片之間，若是半懸掛式犁（semi-mounted ploughs，鏵的提昇是由一半長度的輪子來維持），最多會到十八片鏵。牽引機的液壓系統用來提昇這些機構，並調整犁溝的寬度及深度。農夫仍需要在牽引機上操作draughting連桿，使犁和土壤之間有固定的角度。新式的犂可以自動控制深度及角度。

## 特殊的犁

### 鑿子犁

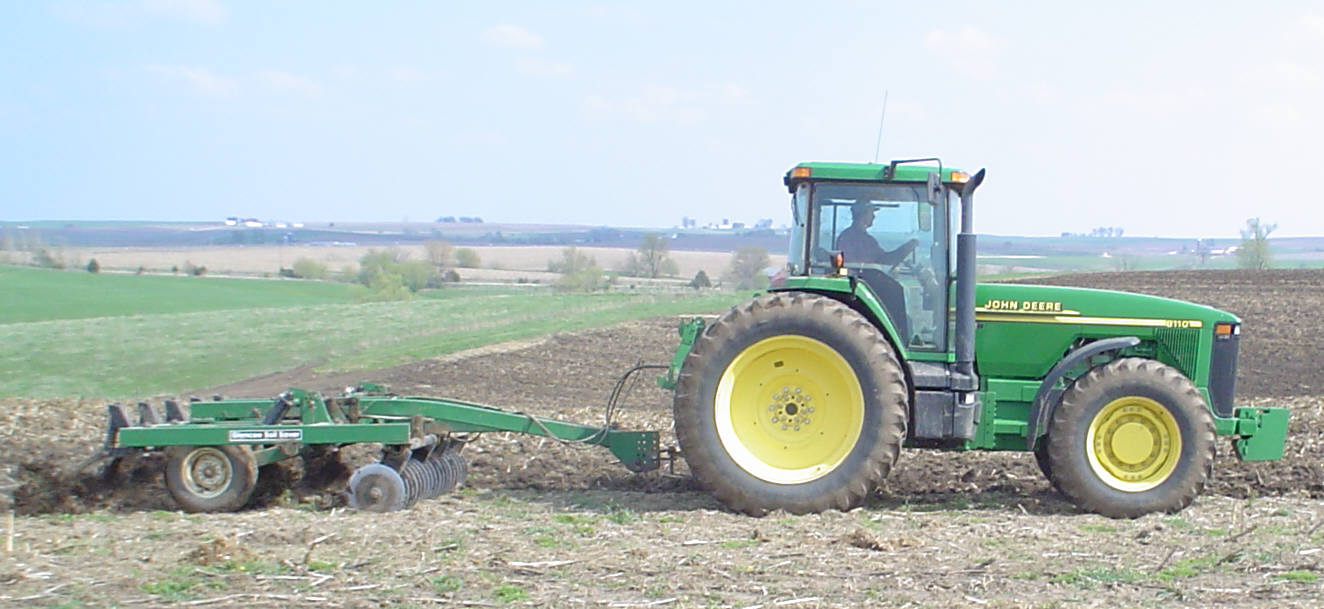
配合鑿子犁的耕耘機。鑿子犁在後方

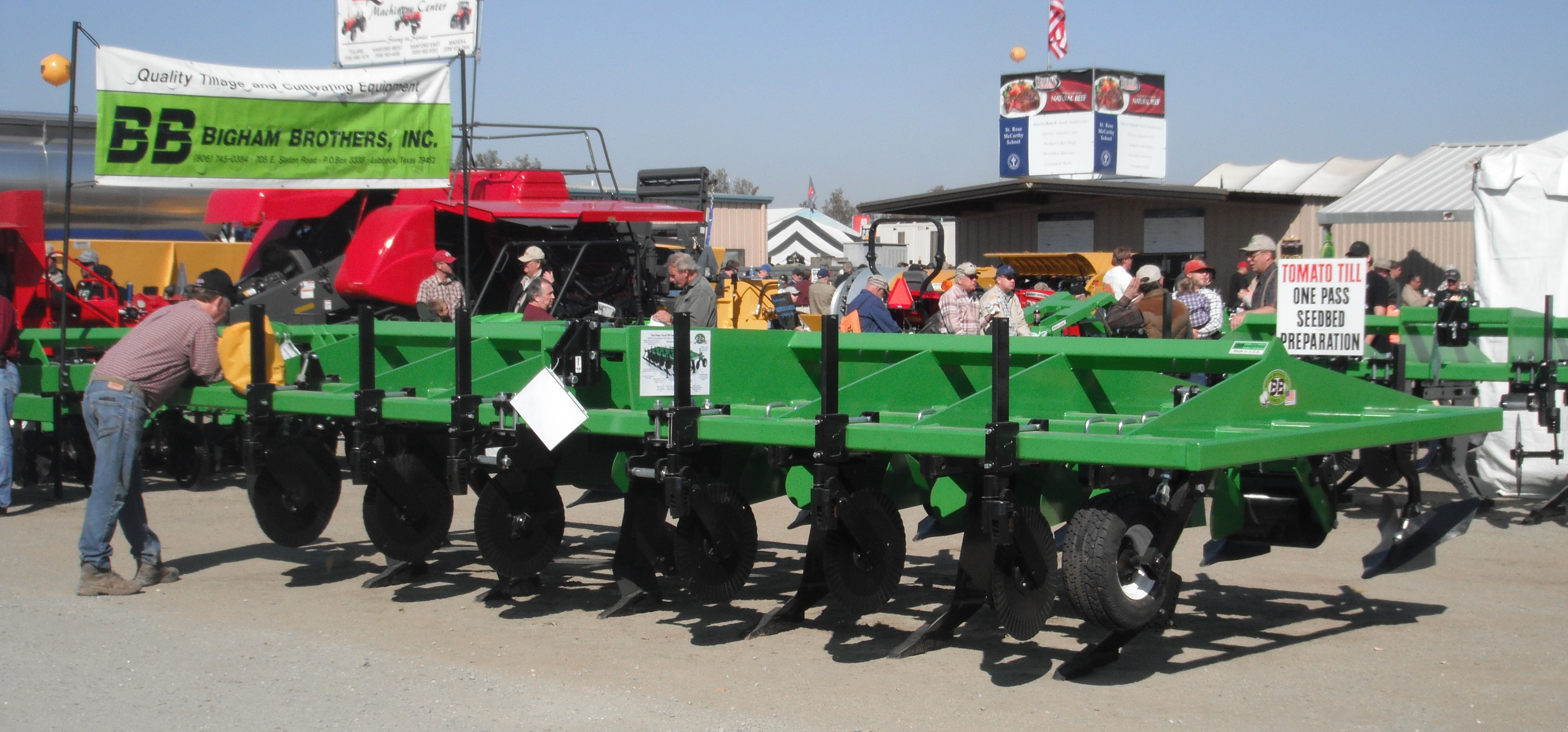
Bigham Brother牌的番茄分蘗機

鑿子犁（chisel plough）是一種可以深翻土地，但可以減少土壤破壞的農具。鑿子犁的主要用途是鬆開土壤並且使土壤通氣，而將之前殘留的作物留在土壤上的上方。鑿子犁可以減少土壤壓實的影響，也可以打碎plowpan及黏土。鑿子犁和其他的犁不同，不會翻轉土壤，因此常用在免耕或少耕的農法，這些農法致力於減少土壤的侵蝕，也設法將有機物質及之前殘留的農作留在土壤的上層。也有學者認為鑿子犁是比較符合永續農業的農具。

### 起壟犁
起壟犁（ridging plough）用在像馬鈴薯及大蔥之類的作物上，這類作物會種在土壤形成的壟堆中，產生壟堆的技巧稱為Hilling。起壟犁有二個二個一組，彼此相對的鏵，因此會切割出一條深溝，並且將土堆在二個深溝之間。在收成時也可以用起壟犁來收成作物。

## 優點和缺點
铧式犁若用在寒帶及溫帶土壤，深度不超過二十公分，可以使土壤鬆動，可以使土中的作物秸秆、肥料及石灰石和氧氣作用。減少因為揮發造成的氮肥損失，使土中的有機物質更快變成腐殖質，使土壤更加肥沃。犁會消除收割設備留下的輪跡和車轍，也可以在隔年春天之前控制多年生雜草的生長，因為上層土壤較少，會加速春天時的土壤暖化及水份蒸發，有助於用較輕的播種機來播種。犁耕可以減少作物的許多天敵（像蛞蝓、大蚊、果蠅、蛀蟲等），增加土食性蚯蚓的數量，但對於垂直移動性的蚯蚓有不利的影響。
在用犁耕作後的土地，上面只會留下少量的作物，因此土壤容易受到風蝕和水蝕的形響。過度耕作可能會導致砂砾层的形成。一般農夫會用土壤深耕器破壞砂砾层，土壤深耕器類似長的、銳利的刀片，切開表層土壤下的硬化層。因為不當的土地利用及犁耕作，有可能造成土壤侵蚀，等高耕作因為隨海拔線進行耕作，可以減輕土壤侵蚀。其他農業方式，例如免耕农业，有可以建立土壞厚度及腐殖質的潛力。因此較密集種殖的地區可能較適合用犁耕作，若是土壤較淺，或是已開始退化的土壤，用犁耕作可能會造成進一步的退化。

Plows in art
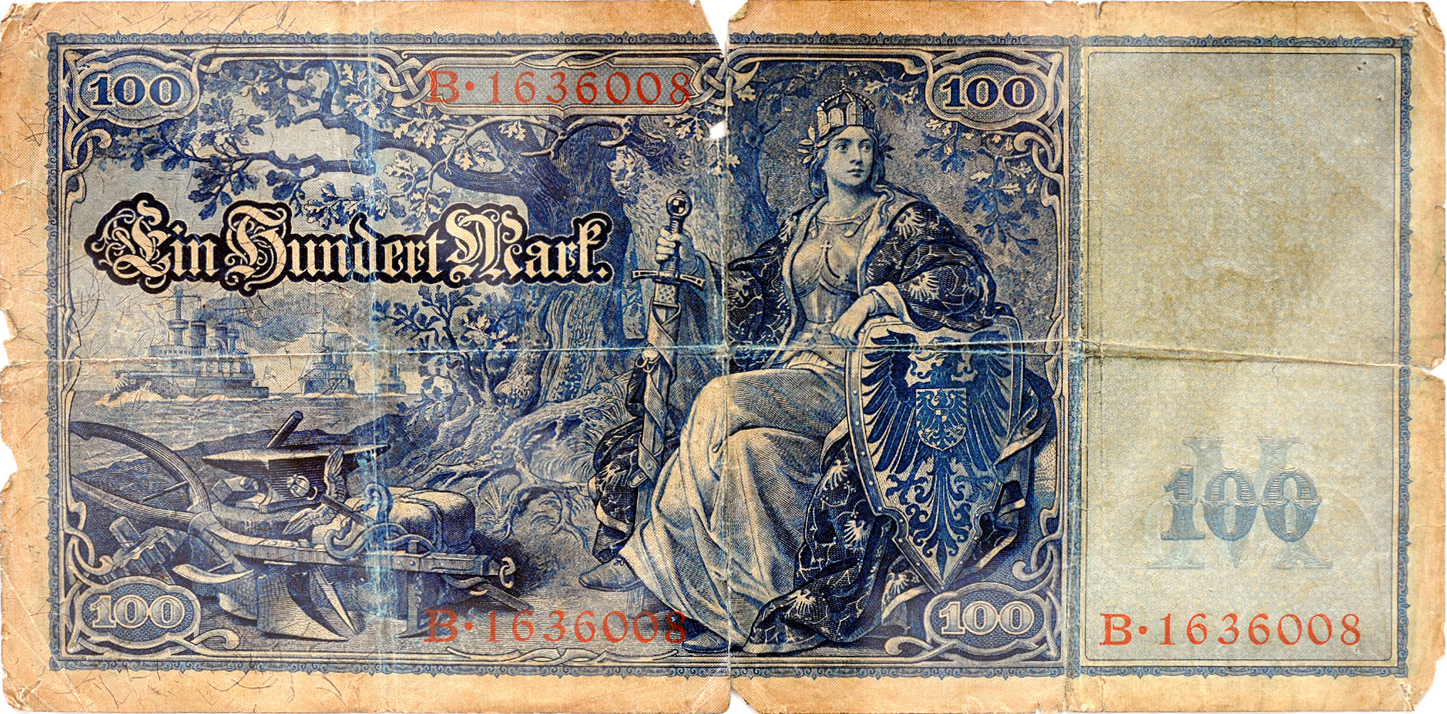
1908年發行德國馬克100元的背面
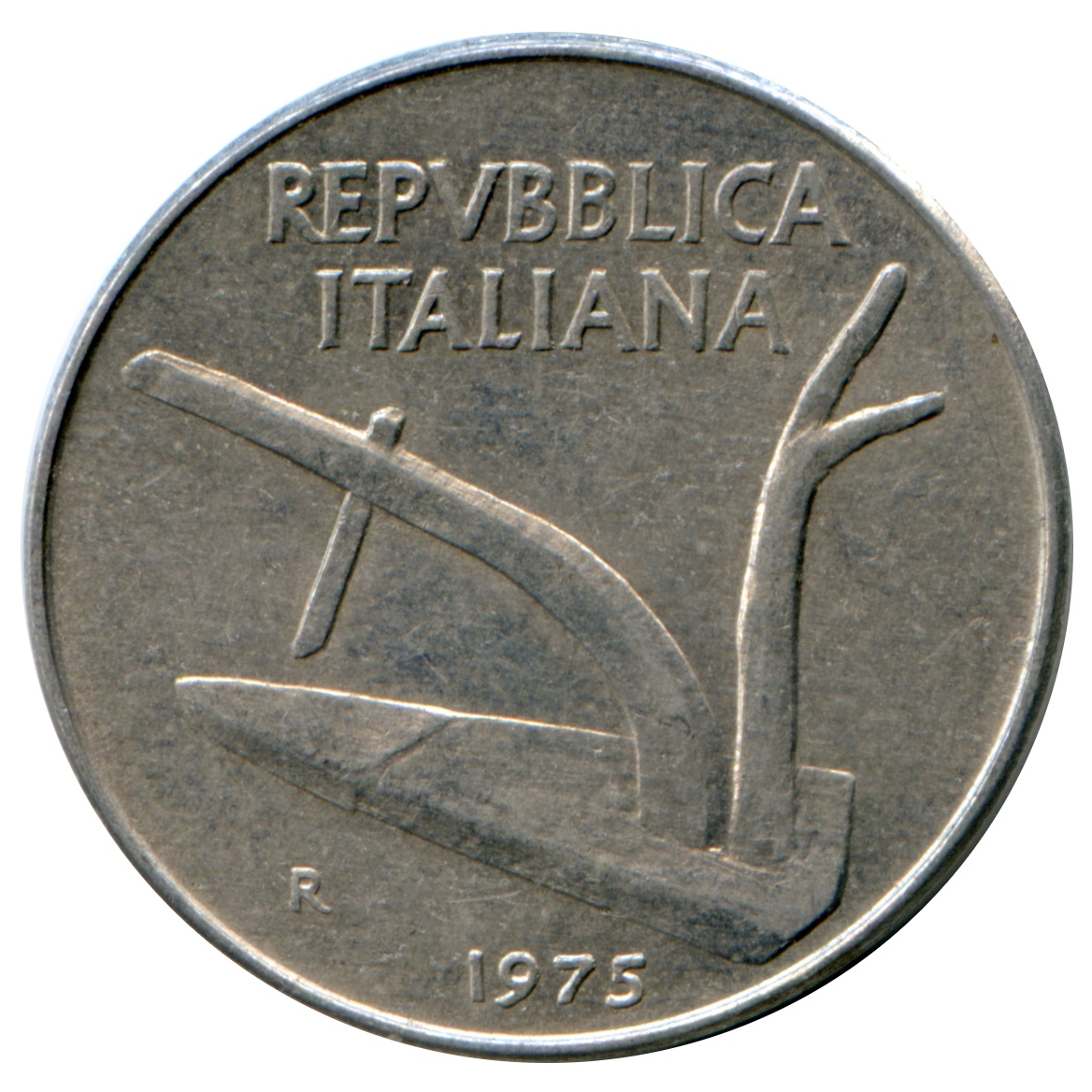
1975年義大利里拉
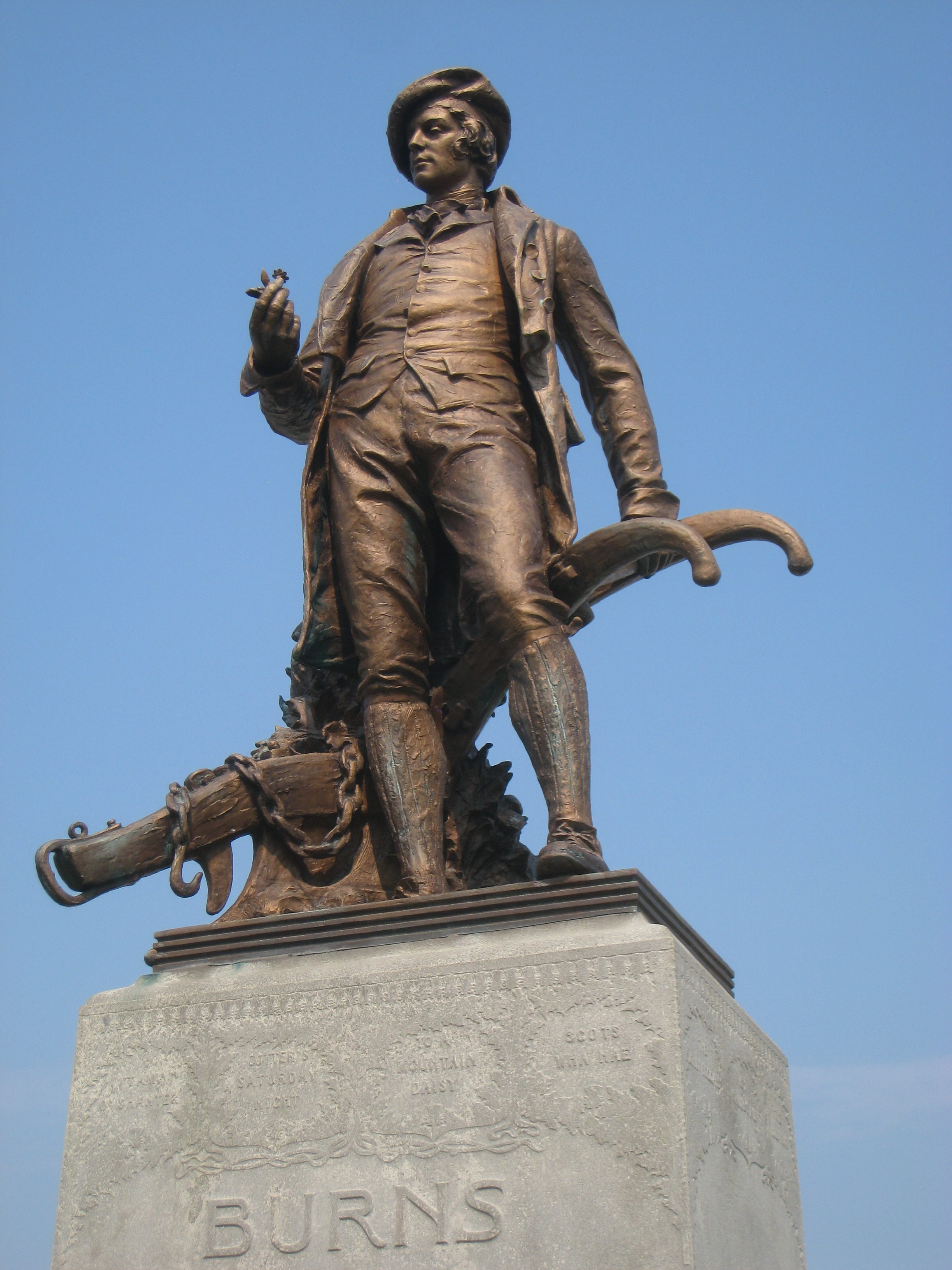
匹兹堡的羅伯特·伯恩斯像
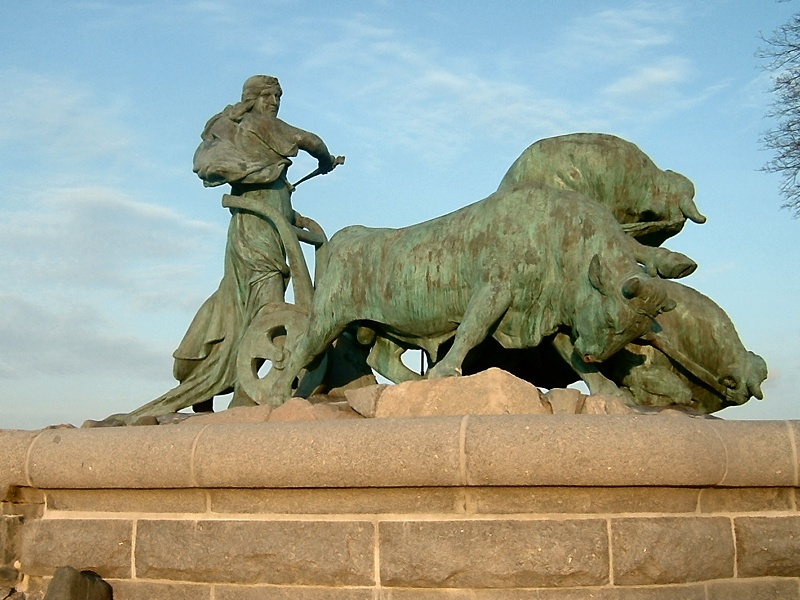
哥本哈根的吉菲昂噴泉
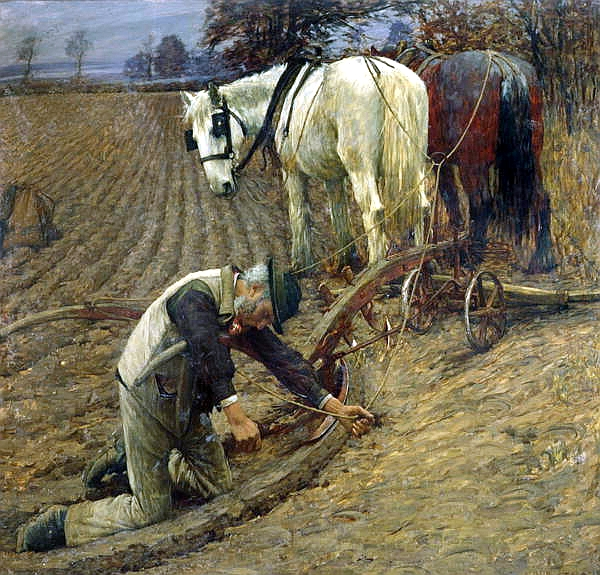
Henry Herbert La Thangue（英语：Henry Herbert La Thangue）在1895年繪製的《最後的犁》
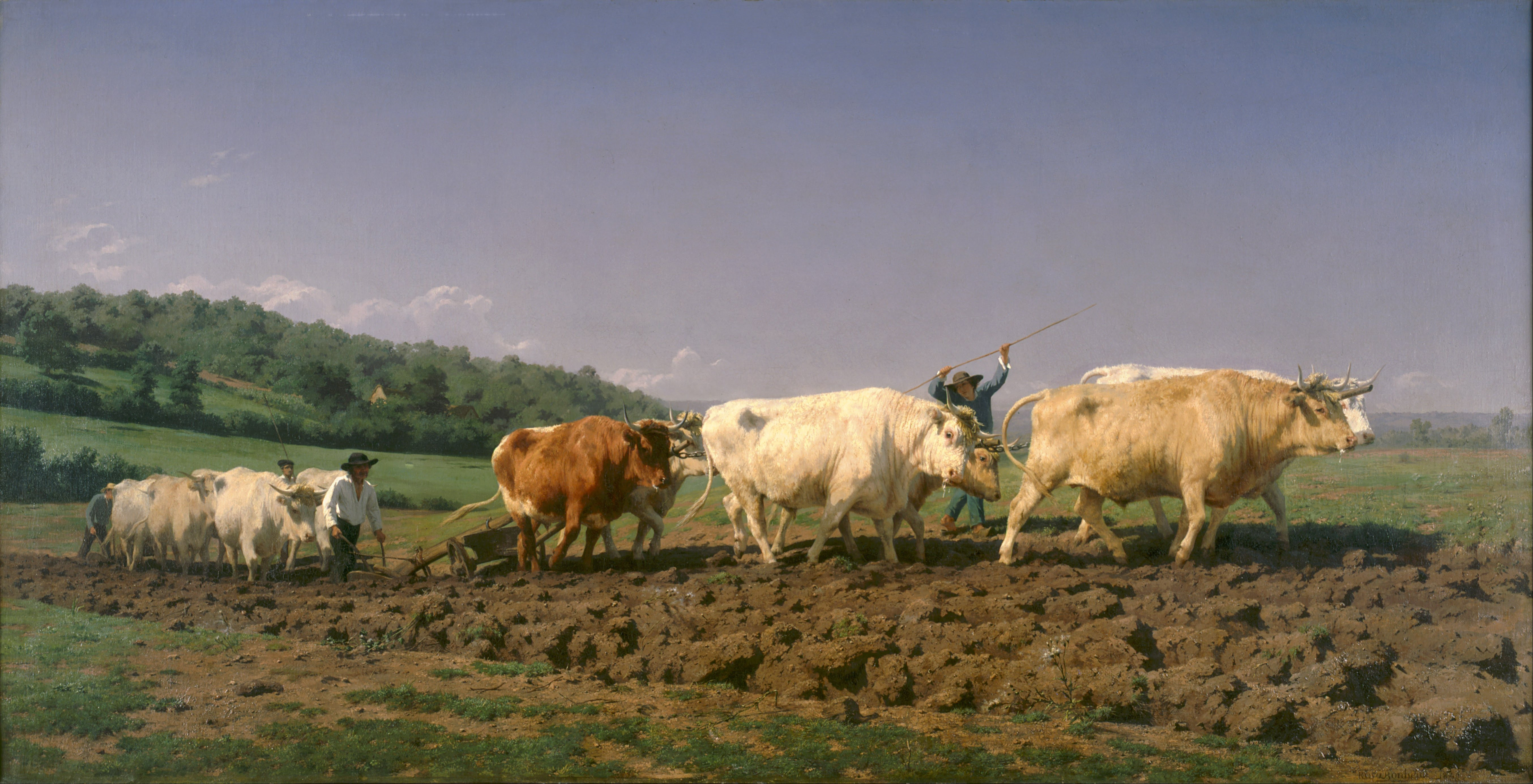
Rosa Bonheur（英语：Rosa Bonheur）在1849年繪製的《Ploughing in the Nivernais（英语：Ploughing in the Nivernais）》

## 延伸閱讀
- Brunt, Liam. "Mechanical Innovation in the Industrial Revolution: The Case of Plough Design". Economic History Review (2003) 56#3, pp. 444–477. JSTOR 3698571.
- Hill, P. and Kucharski, K. "Early Medieval Ploughing at Whithorn and the Chronology of Plough Pebbles",  Transactions of the Dumfriesshire and Galloway Natural History and Antiquarian Society, Vol. LXV, 1990, pp 73–83.
- Nair, V. Sankaran. Nanchinadu: Harbinger of Rice and Plough Culture in the Ancient World.
- Wainwright, Raymond P.; Wesley F. Buchele; Stephen J. Marley; William I. Baldwin. . Transactions of the ASAE. 1983, 26 (2): 392–396  [2015-05-09]. doi:10.13031/2013.33944. （原始内容存档于2021-03-16）.
- Steven Stoll, Larding the Lean Earth: Soil and Society in Nineteenth-Century America (New York: Hill and Wang, 2002)

## 外部連結
- The Rotherham Plough – the first commercially successful iron plough
- History of the steel plough – as developed by John Deere in the US
- Breast Ploughs and other antique hand farm tools （页面存档备份，存于）
- "Tractor Guide Saves Labor for the Farmer" （页面存档备份，存于）, Popular Mechanics, December 1934.